# Echinocythereis spinireticulata
Echinocythereis spinireticulata är en kräftdjursart som beskrevs av Kontrovitz 1971. Echinocythereis spinireticulata ingår i släktet Echinocythereis och familjen Trachyleberididae. Inga underarter finns listade i Catalogue of Life.